# 水陸機動団
水陸機動団（すいりくきどうだん、英称：Amphibious Rapid Deployment Brigade）は、陸上自衛隊相浦駐屯地（長崎県佐世保市）に団本部が駐屯する陸上総隊隷下の水陸両用作戦部隊である。略称は水機団（すいきだん）。報道等では「日本版海兵隊」とも称される。

## 概要

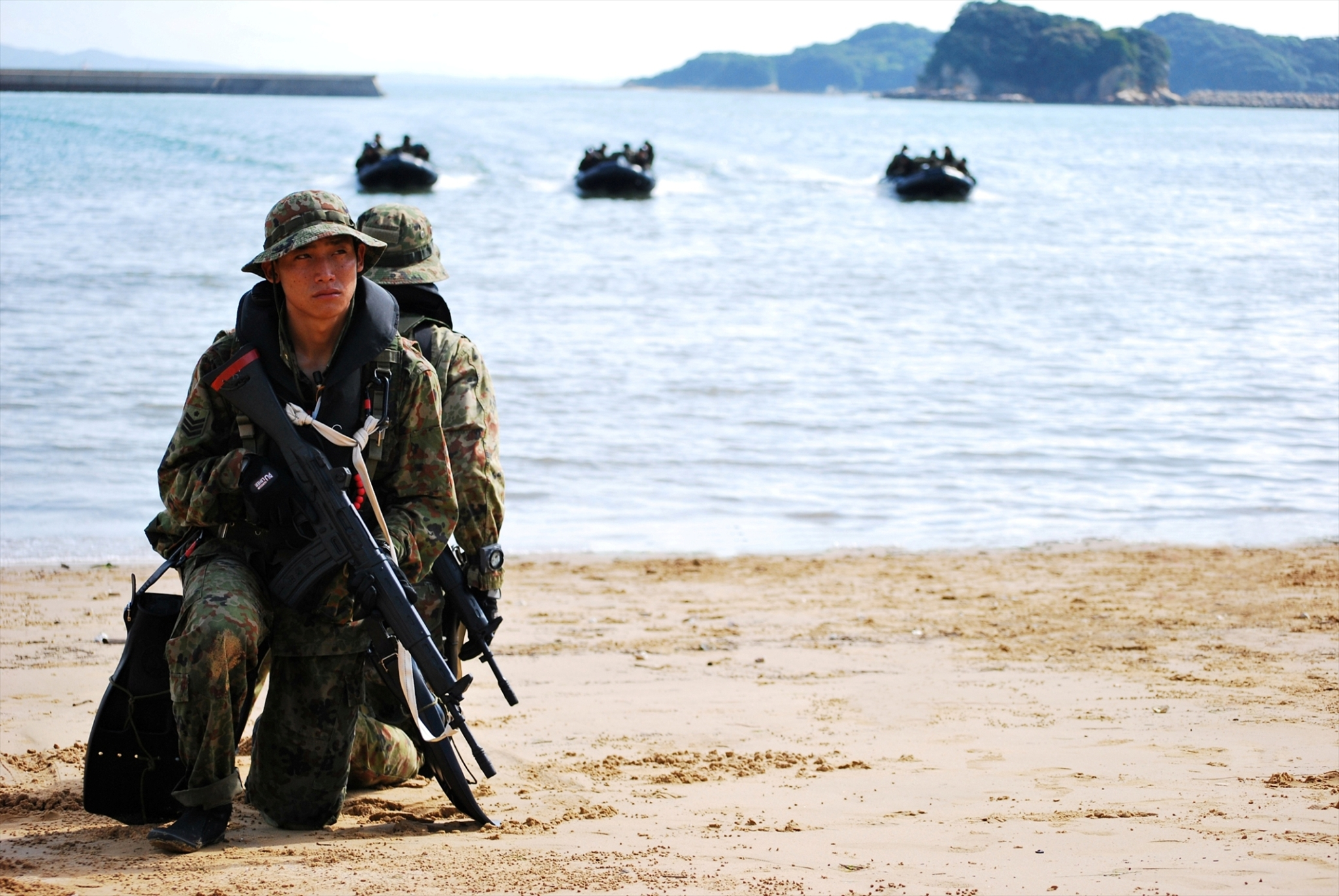
島嶼への上陸訓練を行う西部方面普通科連隊の隊員。

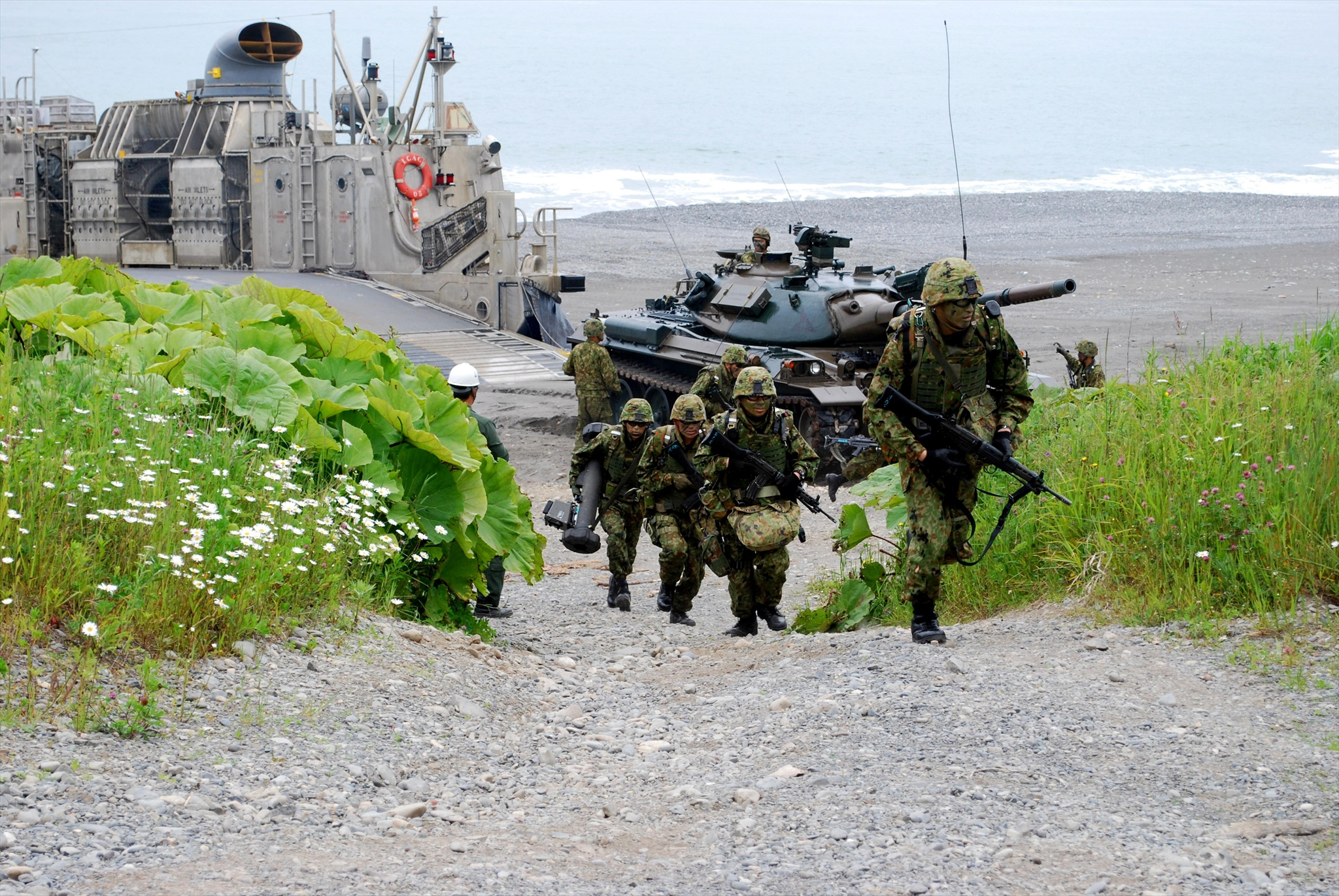
LCACによる上陸訓練を行う第6師団の隊員。

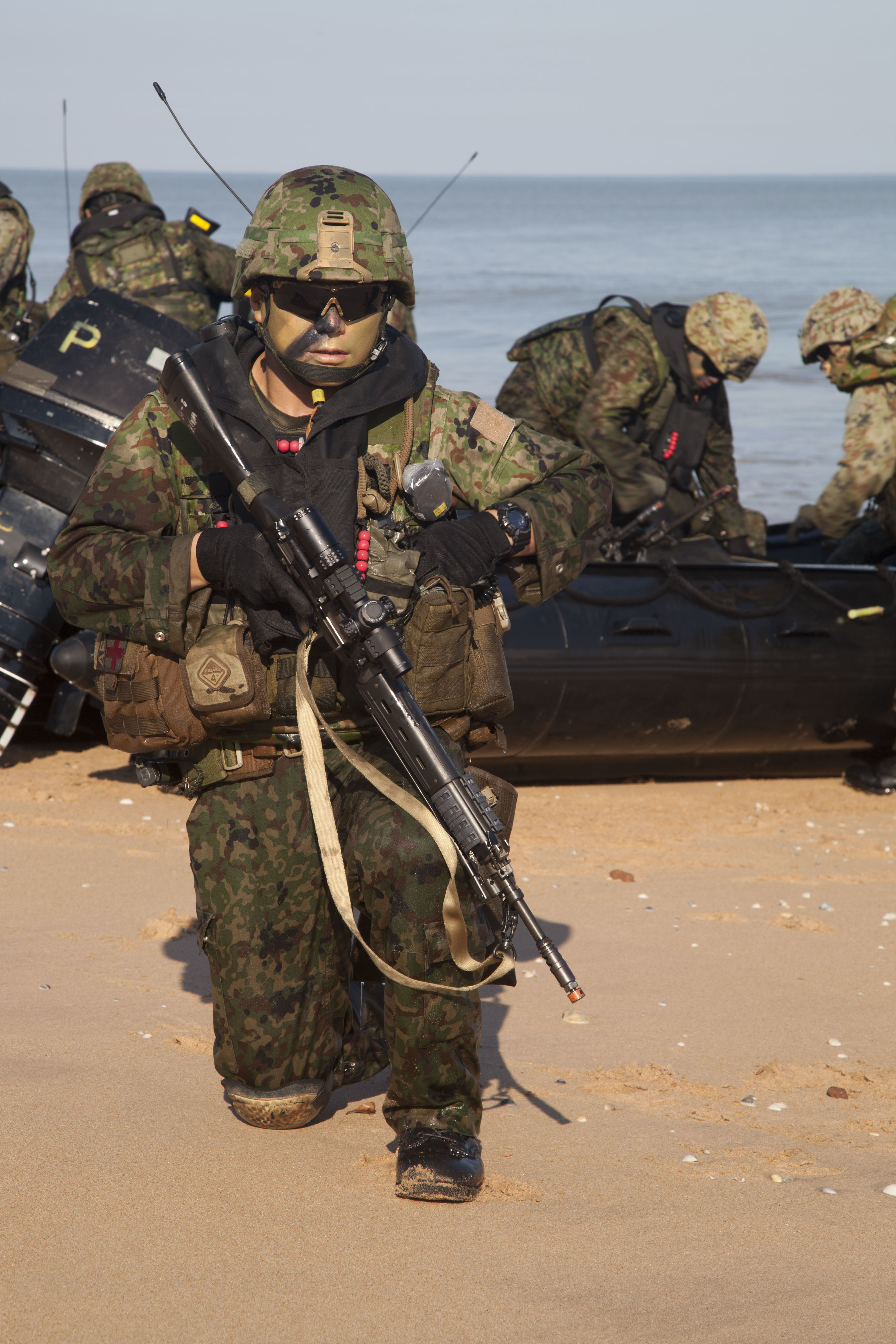
上陸訓練を行う西普連の隊員（2015年）。手にしている89式小銃にはピカティニー・レールが追加されスコープなどが装着されている。また、水が抜けるようにズボンの裾を靴に入れていないことが分かる。

団長は陸将補が充てられ、相浦駐屯地司令を兼ねる。2024年（令和6年）時点の隊員数は約3,300人。部隊章には霊鳥「金鵄」と三種の神器の一つである「天叢雲剣」が描かれている。
2013年（平成25年）に策定された平成26年度以降に係る防衛計画の大綱について（25大綱）に基づき、2018年（平成30年）3月27日に新編された。21世紀初頭、中華人民共和国（以後は中国と表記）は増大する経済力に合わせるように、軍事力を国外へ膨張させてゆく状態にあった。中国は第一列島線に示されるようにその防衛線を周辺国に設定し、これに合わせる様に中国人民解放軍海軍は原子力潜水艦や航空母艦などをはじめとする水上戦闘艦艇の配備を推し進め、中国海上治安当局の船艇が尖閣諸島周辺で領海侵入を繰り返すようになった。またそれまで台湾への侵攻を主目的とした上陸訓練に、新たな回収目標として日本の尖閣諸島も追加されることとなった。
この脅威に対応すべく新たに策定された25大綱にて水陸機動団の新編が明示され、手始めに水陸両用準備隊を編成し、水陸両用車をはじめとする各種機材の検証を通じて敵国に占領された離島を奪還するため、部隊の戦力化に必要な技術の取得を早期に推進することとなった。
これに先立ち、アメリカ海兵隊との合同演習「アイアンフィスト」および三自衛隊が参加した統合演習「ドーンブリッツ」への派米訓練が行われている。
2014年（平成26年）の環太平洋合同演習では陸上自衛隊が初参加し、多国間演習とは別にアメリカ海兵隊と2国間で水陸両用作戦の訓練を実施した。日本国内でも、相馬原演習場（群馬県）などに米海兵隊を招いて共同訓練や、陸自隊員を在沖縄米海兵隊に派遣しての研修を実施している。2020年（令和2年）の日米共同方面隊指揮所演習の前後にも、水陸機動団は沖縄でアメリカ海兵隊と共同演習を実施し、「海兵隊員と多くを学ぶ」としている。2021年（令和3年）には、五島列島津多羅島で尖閣諸島占拠を想定して沖縄県警国境離島警備隊や第十一管区海上保安本部との共同訓練を行った。

## 編成計画
水陸機動団は西部方面隊直轄部隊であった旧西部方面普通科連隊を基幹に、3個連隊を基幹に編成され、約3,000人規模の部隊になっている。この3個連隊の内、主戦力となる第1連隊は西部方面普通科連隊を発展的に改組し団本部と共に佐世保市（相浦駐屯地および海上自衛隊佐世保地方隊崎辺地区）に拠点を置くとされ、第2および第3連隊はそれぞれ700人から900人規模の部隊の予定とされた。各連隊の編成は本部中隊、AAV中隊、ヘリボーン中隊およびボート中隊（強襲戦闘偵察用ボートを装備）からなるとされる。
水陸機動団の活動用地確保のため、相浦駐屯地に所在する西部方面混成団は2017年（平成29年）度末をもって混成団本部と第5陸曹教育隊を久留米駐屯地へ移駐する計画であることが発表され（先行処置として第118教育大隊を2017年（平成29年）3月26日付で久留米駐屯地に移駐）、2018年（平成30年）3月26日をもって混成団本部と第5陸曹教育隊は移駐完了した。2017年（平成29年）3月27日には、水陸機動団に配属される隊員の教育部隊である水陸機動教育隊が相浦駐屯地に発足した。このほかに、隷下諸部隊の駐屯地として、大分県の玖珠駐屯地・湯布院駐屯地が挙がっていた。
水陸両用車を装備した新部隊は南西諸島が侵攻された際、戦闘地域から数キロメートル離れた海域から上陸部隊を進発、戦闘部隊を揚陸させ島嶼部の確保を図る。また住田和明陸幕防衛部長（当時）は、3カ所の事態に対して同時3個の初動部隊を投入できるようにする、と説明している。
2015年（平成27年）の平成27年版『防衛白書』「図表II-2-3-1」より抜粋した水陸機動団の編制および長崎新聞に掲載された編成表を以下に示す。ヘリボーンについては陸上自衛隊航空科部隊が支援を行う。西部方面隊直轄部隊および第4師団、第8師団隷下部隊の一部を基幹として設立し、当初は1個水陸機動連隊を欠いた定員約2,100人の編成だが、将来的には3,000人規模まで拡大・充足させる予定であった。2024年（令和6年）3月に第3水陸機動連隊が竹松駐屯地において新編されたことによってフル編成となり、水陸機動団の編成が完結することとなった。
平成27年版『防衛白書』掲載の水陸機動団編制計画
- 水陸機動団（約3,000名）
  - 団本部等
  - 水陸機動連隊（3個）
  - 水陸両用車部隊
  - 特科部隊
  - 偵察部隊
  - 施設科部隊
  - 通信科部隊
  - 後方支援部隊
  - 教育部隊
- 航空科部隊（水陸機動団外）：支援

水陸機動団の設立準備に備え、第4戦車大隊に水陸両用車（AAV7）が訓練用として1両先行配備されたほか、西部方面特科隊第112特科大隊などでは現行装備から120mm迫撃砲への転換訓練を行っていた。また、西部方面普通科連隊では、他編成部隊の隊員向けへの転換教育や資格取得を支援していた。
また、部隊の航空輸送としては、従来のCH-47Jの活用に加え、V-22オスプレイの導入が決定しており、担当部隊として、第1ヘリコプター団輸送航空隊が2020年（令和2年）3月26日に新編された。配備先として佐賀空港が予定されているが、配備決定まで木更津駐屯地・高遊原分屯地に暫定配備されることとなった。
なお、水陸機動団所属隊員の部隊章（師団等標識）は第1空挺団同様、独自のものが設定されている。

## 沿革
水陸機動団新編準備室

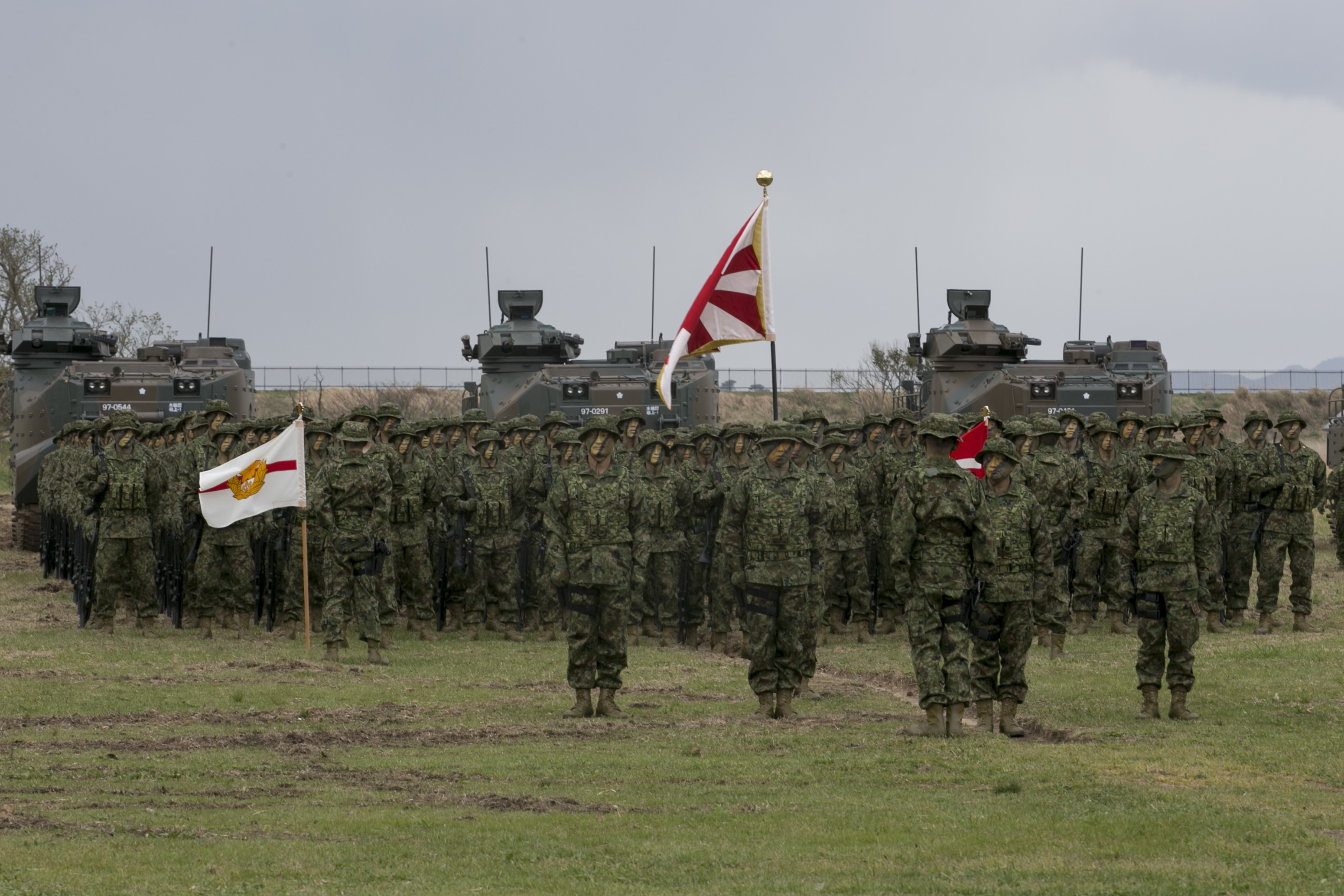
水陸機動団発足式（2018年4月7日）

- 2016年（平成28年）3月：水陸機動団新編準備室が相浦駐屯地業務隊内に発足。

水陸機動準備隊・水陸機動教育隊
- 2017年（平成29年）3月27日：西部方面隊直轄部隊として、水陸機動準備隊、水陸機動教育隊が相浦駐屯地に新編。

水陸機動団
- 2018年（平成30年）3月27日：水陸機動団が相浦駐屯地に新編。

1. 西部方面普通科連隊を第1水陸機動連隊に改編。第2水陸機動連隊を相浦駐屯地に新編[30][31]。
2. 西部方面特科隊第112特科大隊、第4戦車大隊第2戦車中隊等、在九州の部隊その他をもって隷下部隊の特科大隊を湯布院駐屯地に編成。
3. 崎辺分屯地の建設遅れのため、戦闘上陸大隊の主力を相浦駐屯地に暫定配備。第2戦闘上陸中隊は玖珠駐屯地に編成。
4. 後方支援大隊、施設中隊、偵察中隊および通信中隊を相浦駐屯地に編成。
5. 水陸機動教育隊（相浦駐屯地）を水陸機動団隷下に編入。
6. 相浦駐屯地司令職を西部方面混成団長から水陸機動団長に移管。水陸機動団の普通科・特科・施設科・通信科等の職種旗

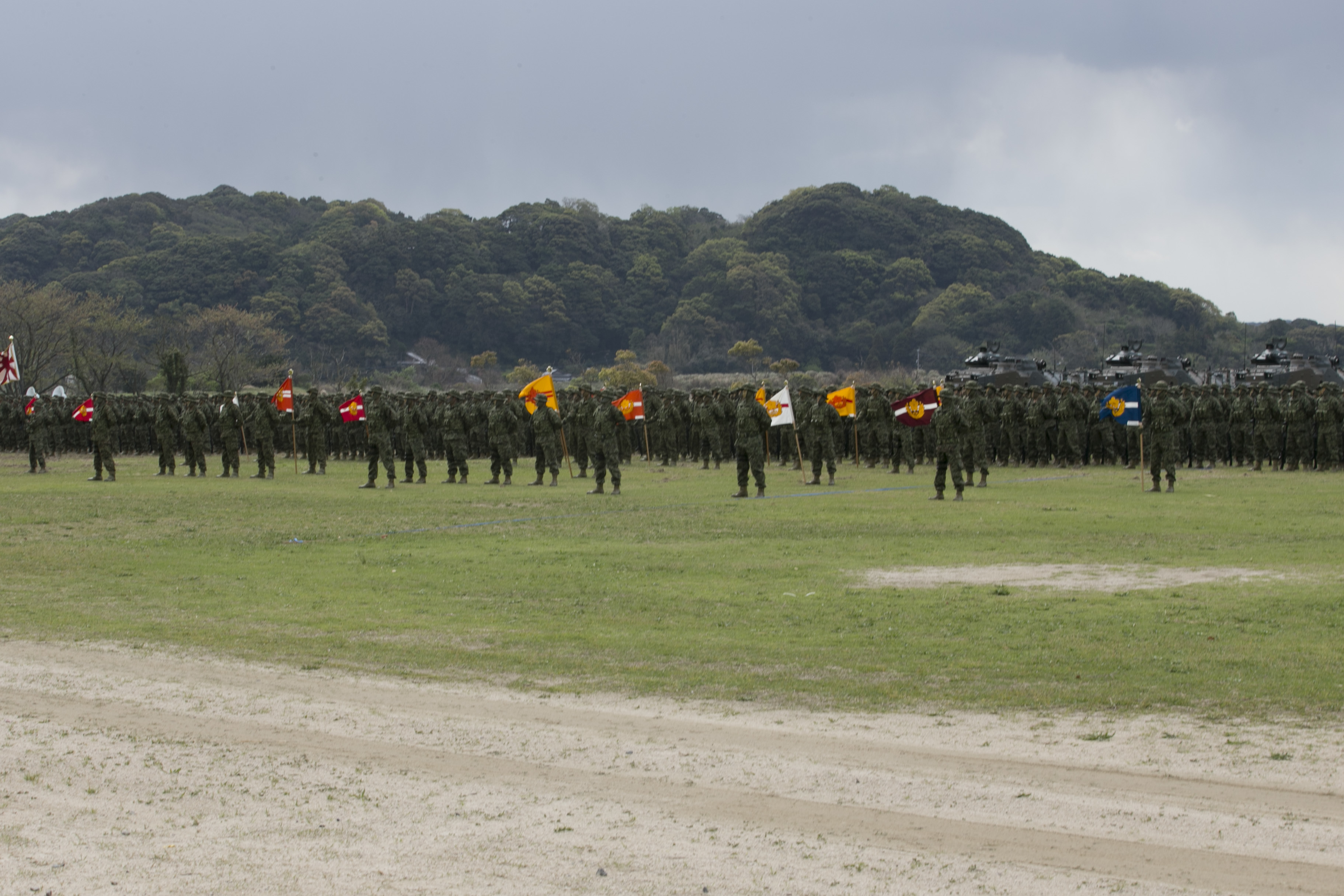
水陸機動団の普通科・特科・施設科・通信科等の職種旗

- 2019年（平成31年）3月26日：増強改編等[32]。

1. 特科大隊（湯布院駐屯地）に第2射撃中隊を新編。
2. 崎辺分屯地開設により、戦闘上陸大隊（第2戦闘上陸中隊（玖珠駐屯地）を除く）が相浦駐屯地から崎辺分屯地に移駐、大隊長が分屯地司令に職務指定。

- 2019年ごろ：通信中隊隷下に第2通信支援小隊を新編[33]・編成完結。
- 2023年（令和05年）3月16日：第3水陸機動連隊準備室を竹松駐屯地に設置[34]。
- 2024年（令和06年）3月21日：第3水陸機動連隊新編に係る改編。

1. 第3水陸機動連隊、戦闘上陸大隊第3戦闘上陸中隊を竹松駐屯地に新編[35][36]。
2. 特科大隊第3射撃中隊を湯布院駐屯地に新編[37]。

## 編成
編成
- 水陸機動団本部
- 第1水陸機動連隊
- 第2水陸機動連隊
- 第3水陸機動連隊
- 水陸機動団戦闘上陸大隊
- 特科大隊
- 後方支援大隊
- 施設中隊
- 偵察中隊
- 通信中隊
- 陸上自衛隊水陸機動教育隊
- 水陸機動団本部付隊

駐屯地
- 相浦駐屯地（長崎県佐世保市大潟町）
  - 団本部および本部付隊
  - 第1水陸機動連隊
  - 第2水陸機動連隊
  - 偵察中隊
  - 施設中隊
  - 通信中隊
  - 後方支援大隊
  - 水陸機動教育隊
- 相浦駐屯地崎辺分屯地（長崎県佐世保市崎辺町）
  - 戦闘上陸大隊 本部管理中隊および第1戦闘上陸中隊
  - 後方支援大隊 第2整備中隊 戦闘上陸直接支援小隊
  - 水陸機動教育隊 第2教育科
- 竹松駐屯地（長崎県大村市）
  - 第3水陸機動連隊
  - 戦闘上陸大隊 第3戦闘上陸中隊
  - 後方支援大隊 第2整備中隊
    - 第3普通科直接支援小隊
    - 戦闘上陸直接支援小隊 第3戦闘上陸直接支援班
- 湯布院駐屯地（大分県由布市）
  - 特科大隊
  - 後方支援大隊 第2整備中隊 特科直接支援小隊
- 玖珠駐屯地（大分県玖珠郡玖珠町）
  - 戦闘上陸大隊 第2戦闘上陸中隊
  - 後方支援大隊 第2整備中隊
    - 戦闘上陸直接支援小隊 第2戦闘上陸直接支援班

## 隷下部隊
ここでは、独立記事になっていない部隊について概説する。

### 水陸機動団特科大隊
水陸機動団特科大隊（すいりくきどうだんとっかだいたい）は、陸上自衛隊湯布院駐屯地（大分県由布市）に駐屯する水陸機動団隷下の野戦特科部隊である。
西部方面特科隊第112特科大隊を母体として発足。3個射撃中隊と火力誘導中隊基幹で、発足当時は1個射撃中隊編成であった。搬送性と威力から第1空挺団特科大隊と同様に120mm迫撃砲RTを運用する。
火力誘導中隊は野戦特科火力、艦砲射撃、航空爆撃等の陸・海・空自衛隊の火力の誘導を任務とし、野戦特科部隊に編成される情報中隊と同様に特科大隊の射撃観測任務以外にも、陸上自衛隊で唯一の前線航空管制を行う。特科大隊だけでなく、水陸機動連隊に「火力誘導班」として同行する。2023年（令和5年）以降、火力誘導中隊に統合末端攻撃統制官が配置されており、2024年（令和6年）には米軍資格の統合末端攻撃統制官教官も誕生している。
部隊編成
- 特科大隊本部
- 特科大隊本部中隊「水機団特-本」
  - レーダー班：対迫レーダ装置 JMPQ-P13
- 第1射撃中隊「水機団特-1」：120mm迫撃砲 RT
- 第2射撃中隊「水機団特-2」：120mm迫撃砲 RT
- 第3射撃中隊「水機団特-3」：120mm迫撃砲 RT
- 火力誘導中隊「水機団特-誘」

### 水陸機動団後方支援大隊
水陸機動団後方支援大隊（すいりくきどうだんこうほうしえんだいたい）は、陸上自衛隊相浦駐屯地（長崎県佐世保市）に大隊本部が駐屯する水陸機動団隷下の後方支援部隊である。
旅団後方支援隊に準じた編成をとる。一部、水陸機動連隊等の戦闘職種の隊員が履修する水陸両用基本訓練課程等の教育訓練を修了した隊員が所属する。
部隊編成
特記ないものは相浦駐屯地所在
- 後方支援大隊本部
- 後方支援大隊本部付隊「水機団後支-本」
- 第1整備中隊「水機団後支-1整」：水陸機動団を全般支援
- 第2整備中隊「水機団後支-2整」
  - 第1水陸機動直接支援小隊：第1水陸機動連隊を支援
  - 第2水陸機動直接支援小隊：第2水陸機動連隊を支援
  - 第3水陸機動直接支援小隊[41]（竹松駐屯地）：第3水陸機動連隊を支援
  - 戦闘上陸直接支援小隊（崎辺分屯地）：戦闘上陸大隊を支援
    - 第1戦闘上陸直接支援班：戦闘上陸大隊第1戦闘上陸中隊を支援
    - 第2戦闘上陸直接支援班（玖珠駐屯地）：戦闘上陸大隊第2戦闘上陸中隊を支援
    - 第3戦闘上陸直接支援班（竹松駐屯地）：戦闘上陸大隊第3戦闘上陸中隊を支援

  - 特科直接支援小隊（湯布院駐屯地）：特科大隊を支援
- 補給中隊「水機団後支-補」
- 衛生隊「水機団後支-衛」

### 水陸機動団施設中隊
施設中隊（しせつちゅうたい）は、陸上自衛隊相浦駐屯地（長崎県佐世保市）に駐屯する水陸機動団隷下の施設科部隊である。通常の施設科任務に加え、水際地雷処理等の任務にあたる。第5施設団の一部、廃止された第8施設大隊第4施設中隊などをもって編成された。

### 水陸機動団偵察中隊
偵察中隊（ていさつちゅうたい）は、陸上自衛隊相浦駐屯地（長崎県佐世保市）に駐屯する水陸機動団隷下の諸職種混成（偵察）部隊である。通常の偵察部隊は機甲科職種とされているが、87式偵察警戒車を有さない当中隊は諸職種混成とされている。

### 水陸機動団通信中隊
通信中隊（つうしんちゅうたい）は、陸上自衛隊相浦駐屯地（長崎県佐世保市）に駐屯する水陸機動団隷下のシステム通信科部隊である。西部方面通信群の一部等をもって編成された。

## 主要幹部

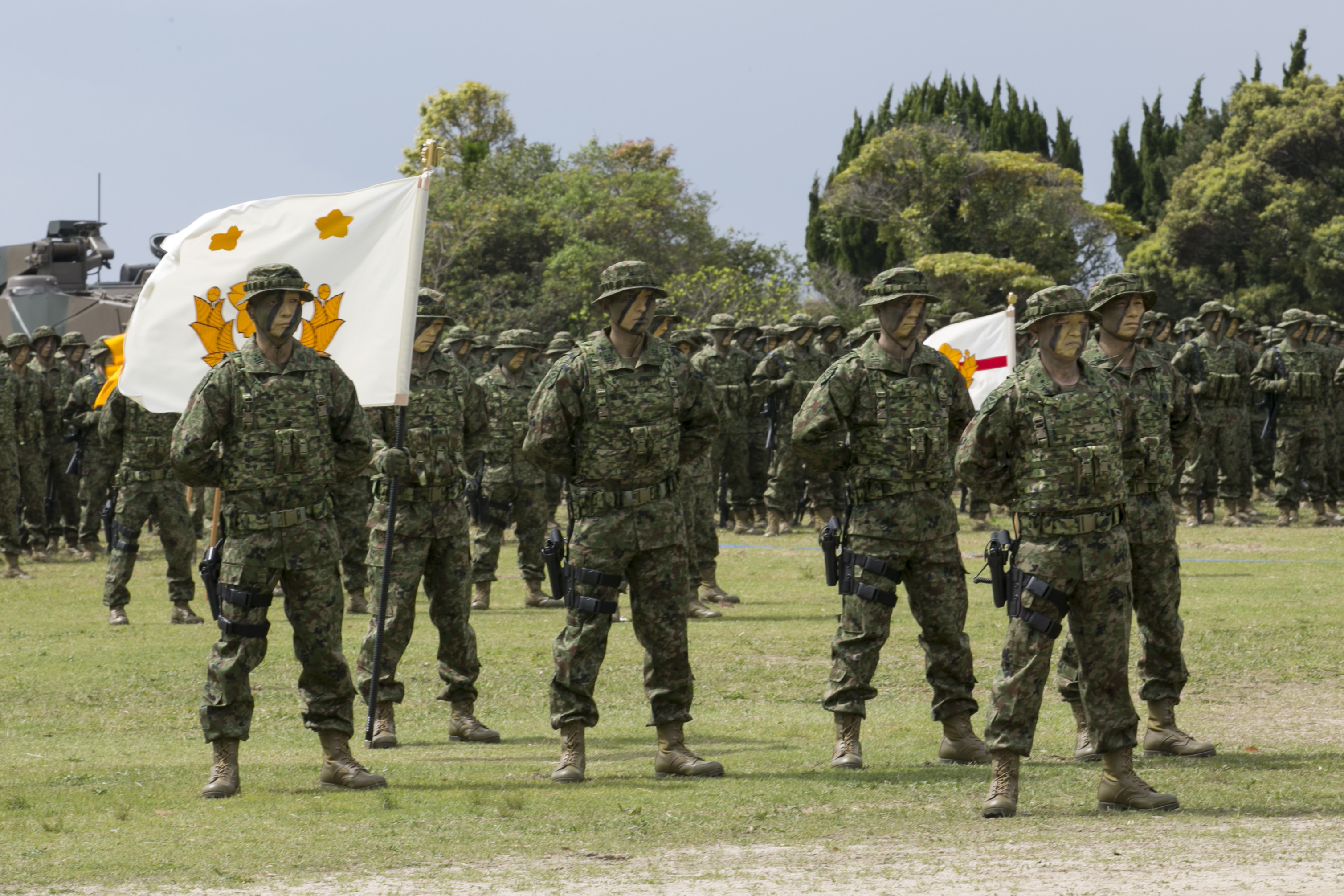
水陸機動団の主要幹部中央が団長、団長旗の前に整列しているのが団本部幕僚（各科長）

| 官職名                         | 階級          | 氏名     | 補職発令日     | 前職                                     |
| ------------------------------ | ------------- | -------- | -------------- | ---------------------------------------- |
| 水陸機動団長 兼 相浦駐屯地司令 | 陸将補（二）  | 武者利勝 | 2025年03月24日 | 西部方面総監部幕僚副長                   |
| 副団長                         | 1等陸佐（二） | 藤村太助 | 2022年12月01日 | 統合幕僚監部運用部運用第1課 特殊作戦室長 |
| 高級幕僚                       | 1等陸佐（三） | 阿部俊文 | 2023年12月22日 | 第5陸曹教育隊長                          |

| 代 | 氏名     | 在職期間                        | 出身校・期 | 前職                           | 後職                                             |
| -- | -------- | ------------------------------- | ---------- | ------------------------------ | ------------------------------------------------ |
| 01 | 青木伸一 | 2018年03月27日 - 2019年12月19日 | 防大32期   | 西部方面総監部幕僚副長         | 陸上自衛隊富士学校副校長 兼 諸職種協同センター長 |
| 02 | 平田隆則 | 2019年12月20日 - 2021年12月21日 | 71期幹候   | 西部方面総監部幕僚副長         | 退職                                             |
| 03 | 梨木信吾 | 2021年12月22日 - 2023年12月21日 | 防大40期   | 統合幕僚監部防衛計画部計画課長 | 陸上総隊司令部運用部長                           |
| 04 | 北島一   | 2023年12月22日 - 2025年03月23日 | 防大39期   | 西部方面総監部幕僚副長         | 統合作戦司令部作戦部長                           |
| 05 | 武者利勝 | 2025年03月24日 -                | 防大42期   | 西部方面総監部幕僚副長         |                                                  |

## 主要装備品
- 水陸両用車（AAV7）
- 軽装甲機動車
- 高機動車
- 1/2tトラック / 73式小型トラック

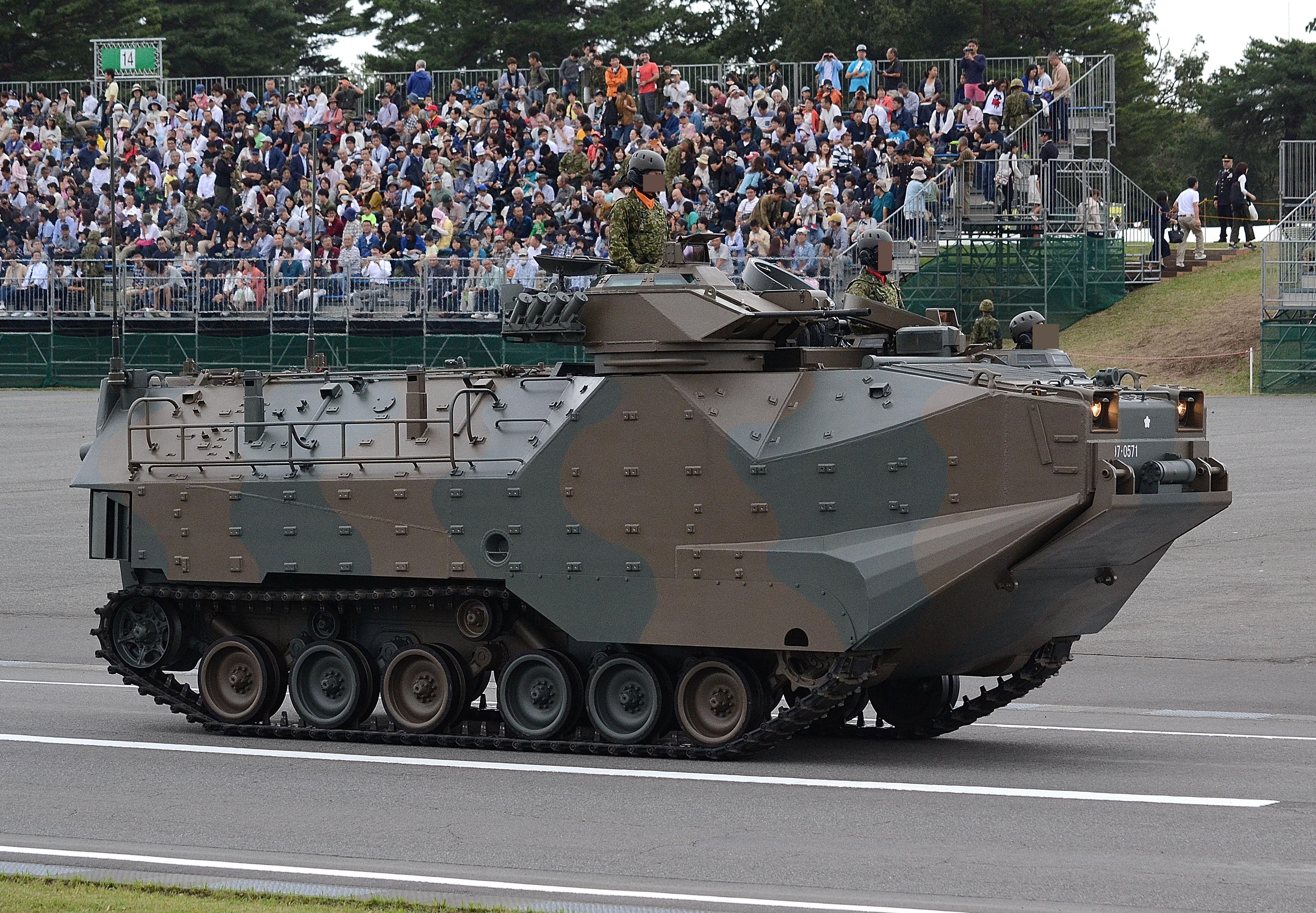
水陸機動団に配備されている水陸両用車（AAV7）

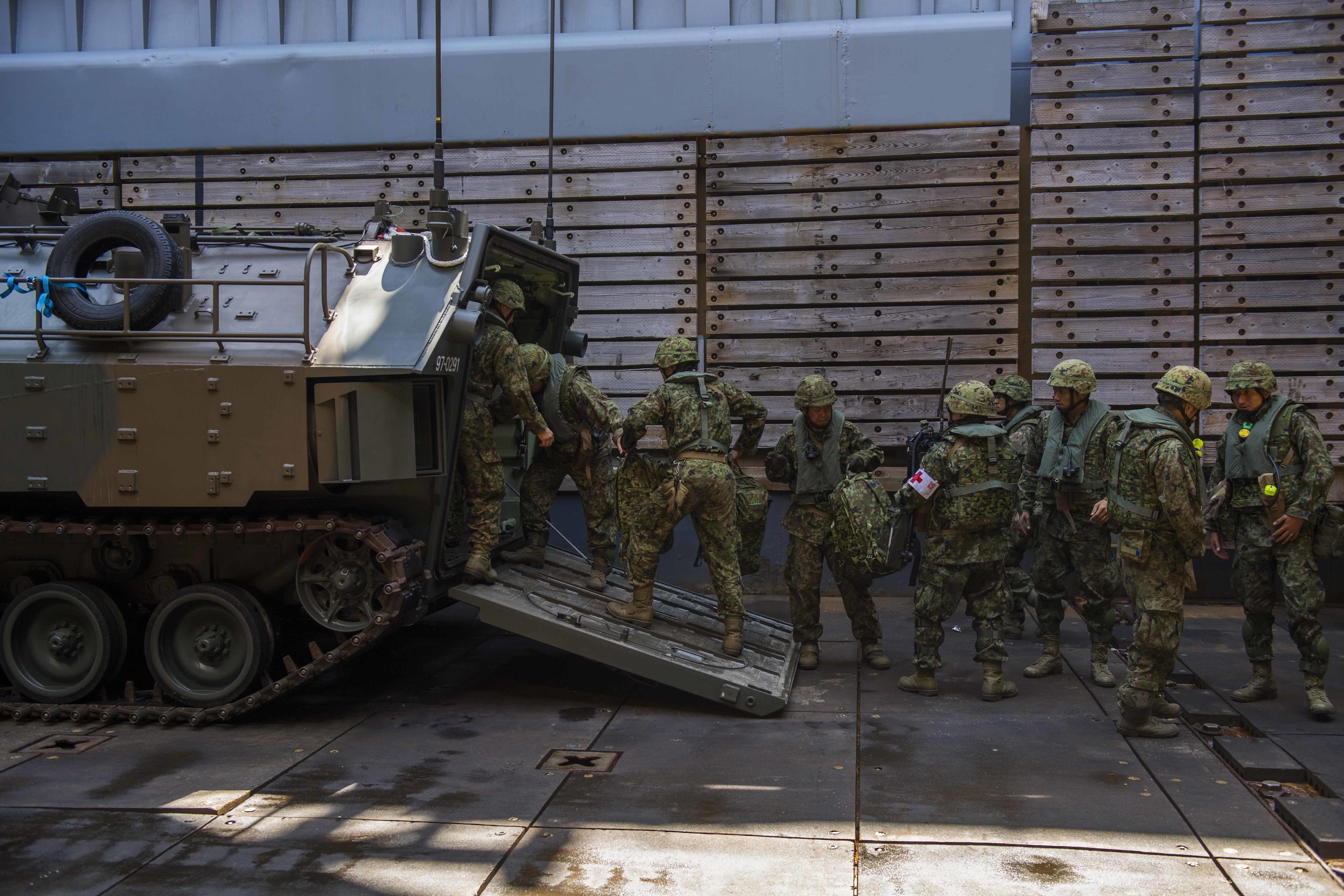
水陸両用車（AAV7）は乗員数3名+兵員25名収容または貨物4.5t。

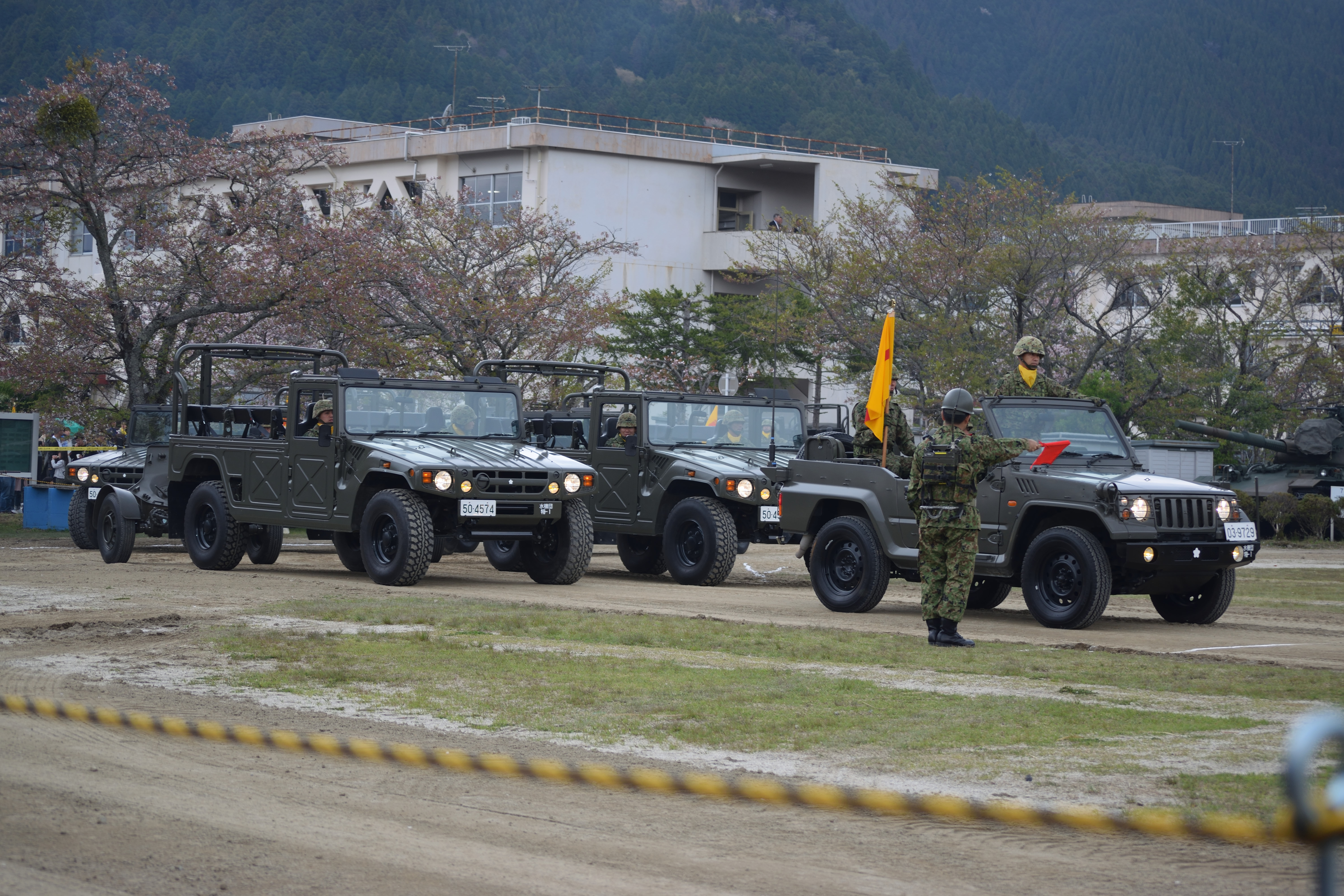
水陸機動団特科大隊の120mm迫撃砲RT

- 1 1/2tトラック / 73式中型トラック
- 3 1/2tトラック / 73式大型トラック
- 20式5.56mm小銃
- 89式5.56mm小銃
- 5.56mm機関銃MINIMI
- 7.62mm機関銃MAG[43][44]
- 対人狙撃銃
- 9mm機関けん銃
- 84mm無反動砲
- 60mm迫撃砲(B)
- L16 81mm 迫撃砲
- 120mm迫撃砲 RT
- 中距離多目的誘導弾[45]
- 戦闘装着セット(水陸一般用)：チェストリグタイプや膨張式救命胴衣（水陸装着セット）等
- 水陸一般用背嚢（1週間程度支援なしで生活できる糧食一式を携帯）
- 登攀用具一式
- CRRC（戦闘強襲偵察用舟艇）：ラバー製ボート
- 水泳斥候（スカウトスィマー）用装備一式
- 隠密行動用戦闘装着セット
- 個人用暗視装置 JGVS-V8
- 防弾チョッキ3型（防弾チョッキ2型も合わせて運用）
- FASTヘルメット 訓練時に少数が確認された。
- 対砲レーダ装置 JTPS-P16

26中期防において水陸機動団に配備する水陸両用車52両の調達が計画された。これに先立ち2013年（平成25年）度防衛予算において性能確認や運用検証等を実施するための参考品としてAAVP7A1 RAM/RS（人員輸送型）4両が調達され、2014年（平成26年）2月20日に横浜港に到着した。2014年（平成26年）度防衛予算でも参考品としてAAVC7A1 RAM/RS（指揮通信型）とAAVR7A1 RAM/RS（回収型）が1両ずつ調達された。2014年（平成26年）12月2日、防衛省は翌2015年（平成27年）度概算要求に計上した陸上自衛隊の水陸両用車の車種をAAV7A1 RAM/RSに決定した。最終的に水陸両用車（AAV7）は人員輸送型46両、指揮通信型6両、回収型6両の計58両が調達され、参考品扱いだった車両も含め水陸機動団に集中配備された。
また、特科の火器については、輸送性等の都合から第1空挺団の空挺特科大隊同様、120mm迫撃砲RTを装備する。このほか、水陸機動連隊にも通常の普通科連隊同様に81mm迫撃砲が配備されているほか、水陸機動連隊・戦闘上陸大隊に個人操作が可能な60mm迫撃砲も導入された。
おおすみ型輸送艦に対し水陸両用戦機能を強化すべく大規模な改修も進め、いずも型ヘリコプター護衛艦の司令部機能を強化する。他にも、最新鋭の強襲揚陸艦を導入することも検討されている。
これ以外に駐屯地施設として水陸機動団の有力候補駐屯地である相浦駐屯地には、不時着水したヘリコプターから緊急脱出するための訓練施設と水路潜入用の訓練施設の整備が認められる。両施設は2年から3年かけて整備される予定。
制服は2018年（平成30年）3月27日から導入された『16式常装』が優先して配布されている。
水陸機動団創設を支援するためアメリカ海兵隊から派遣されていたグラント・ニューシャム元大佐によれば、「自衛隊は既に水陸両用戦に必要なハードウェアの8割を保有しており、ソフトウェアについては必要なノウハウの20の内、米国から5つ程度が提供されており、これを発展させるべく系統的な教育努力が必要であるとされ、南西諸島の本格的な防衛にはさらに海軍力・空軍力とを連携する必要があり、強襲揚陸艦や垂直離着陸が可能な戦闘機も必要である」と指摘された。
編成式において初代団長の青木伸一陸将補は、「現時点では能力が完全ではなくさらに訓練が必要である」との認識を示している。

## ギャラリー

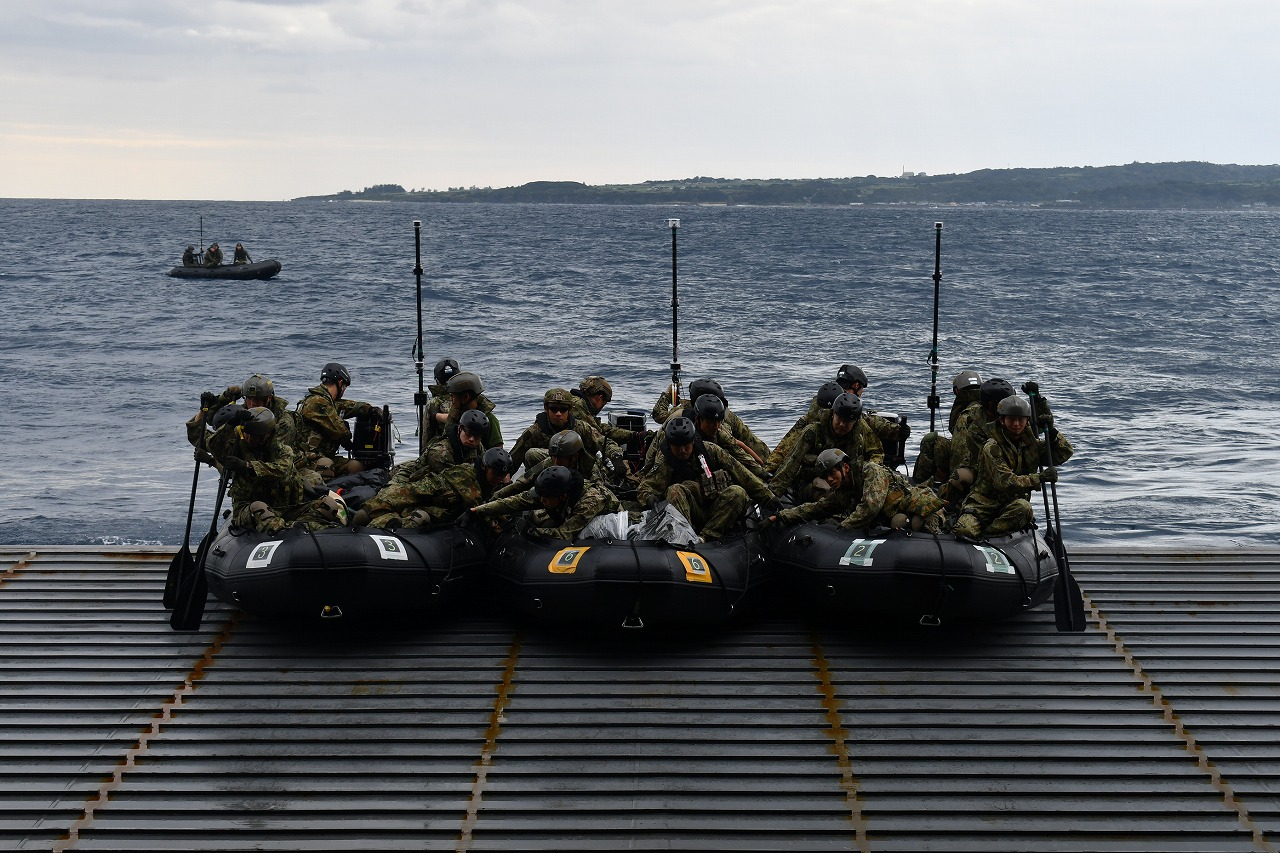
令和5年度自衛隊統合演習（05JX）における水陸両用作戦
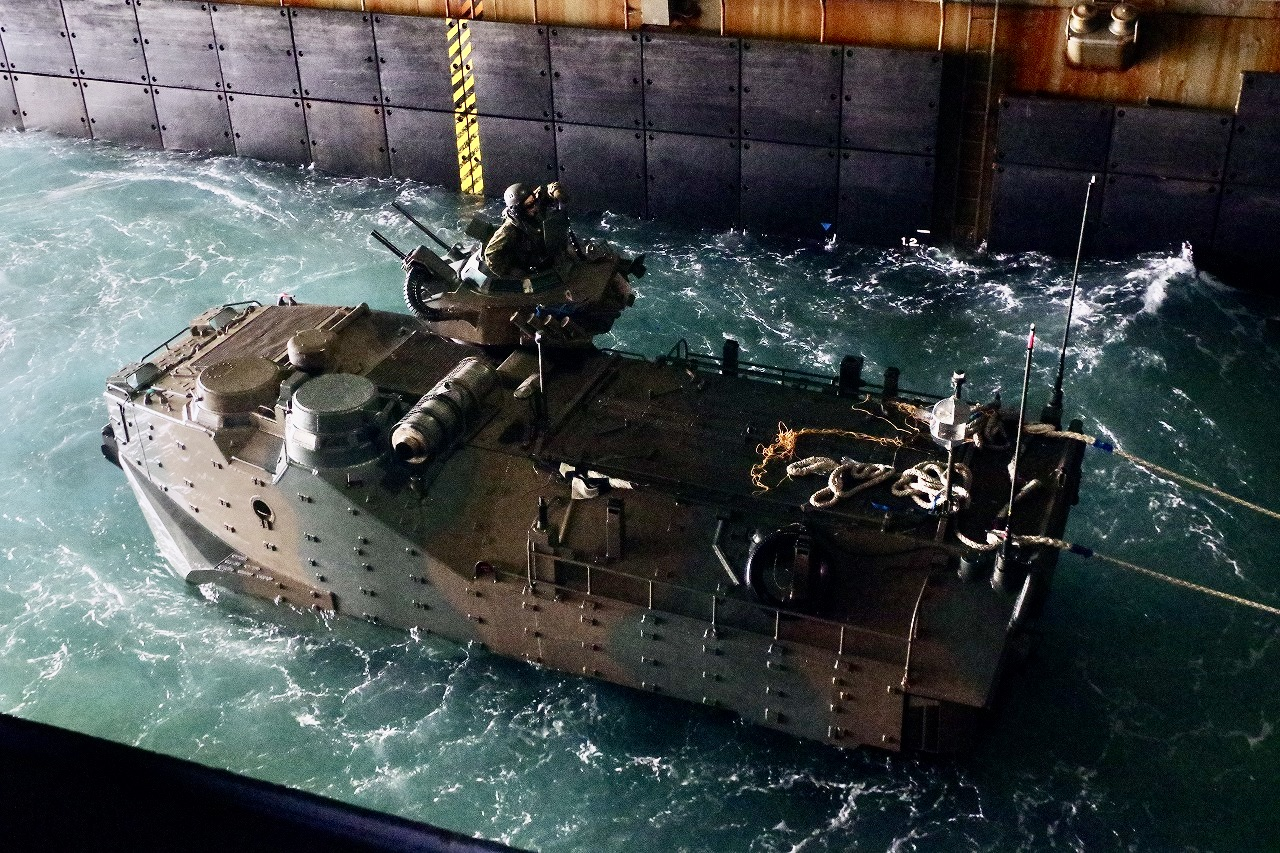
海自輸送艦から発進するAAV7（05JX）
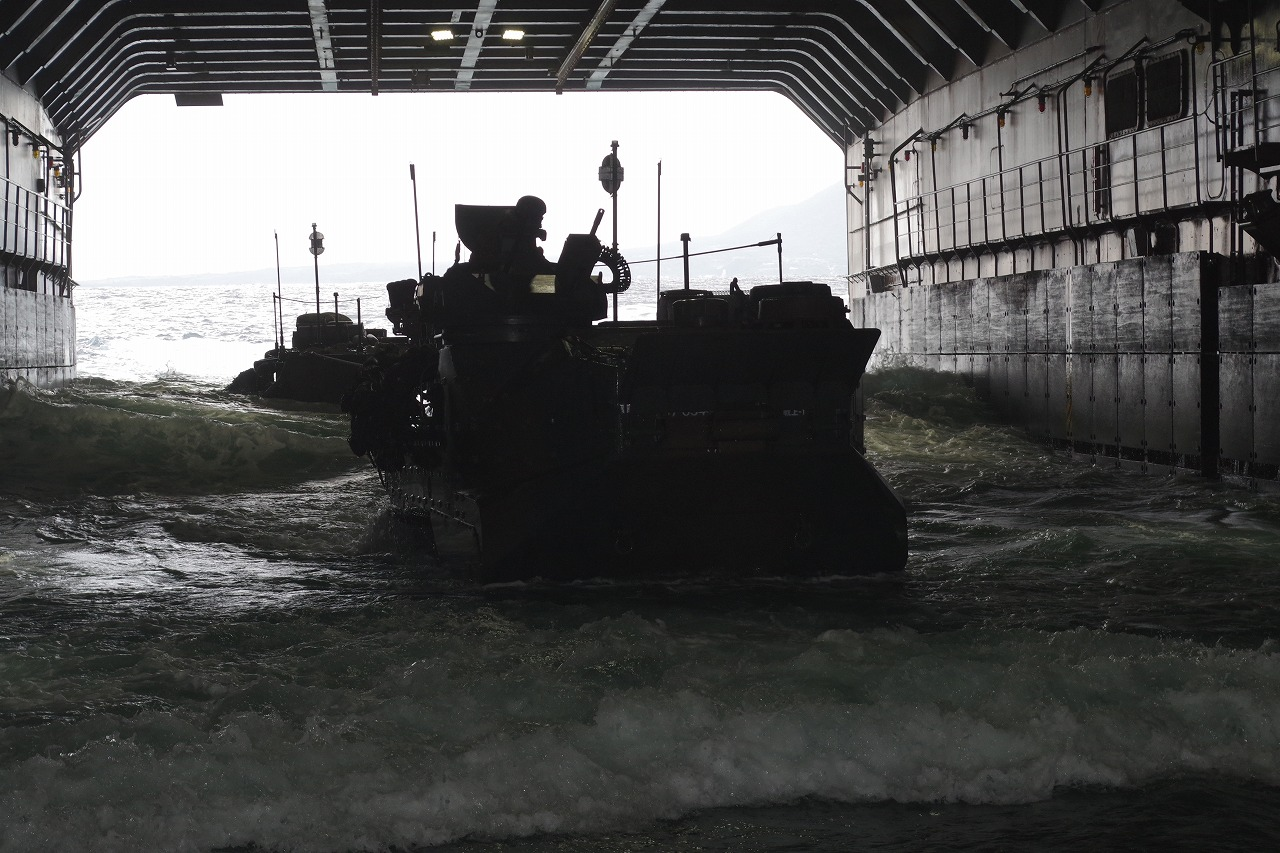
海自輸送艦から発進するAAV7（05JX）
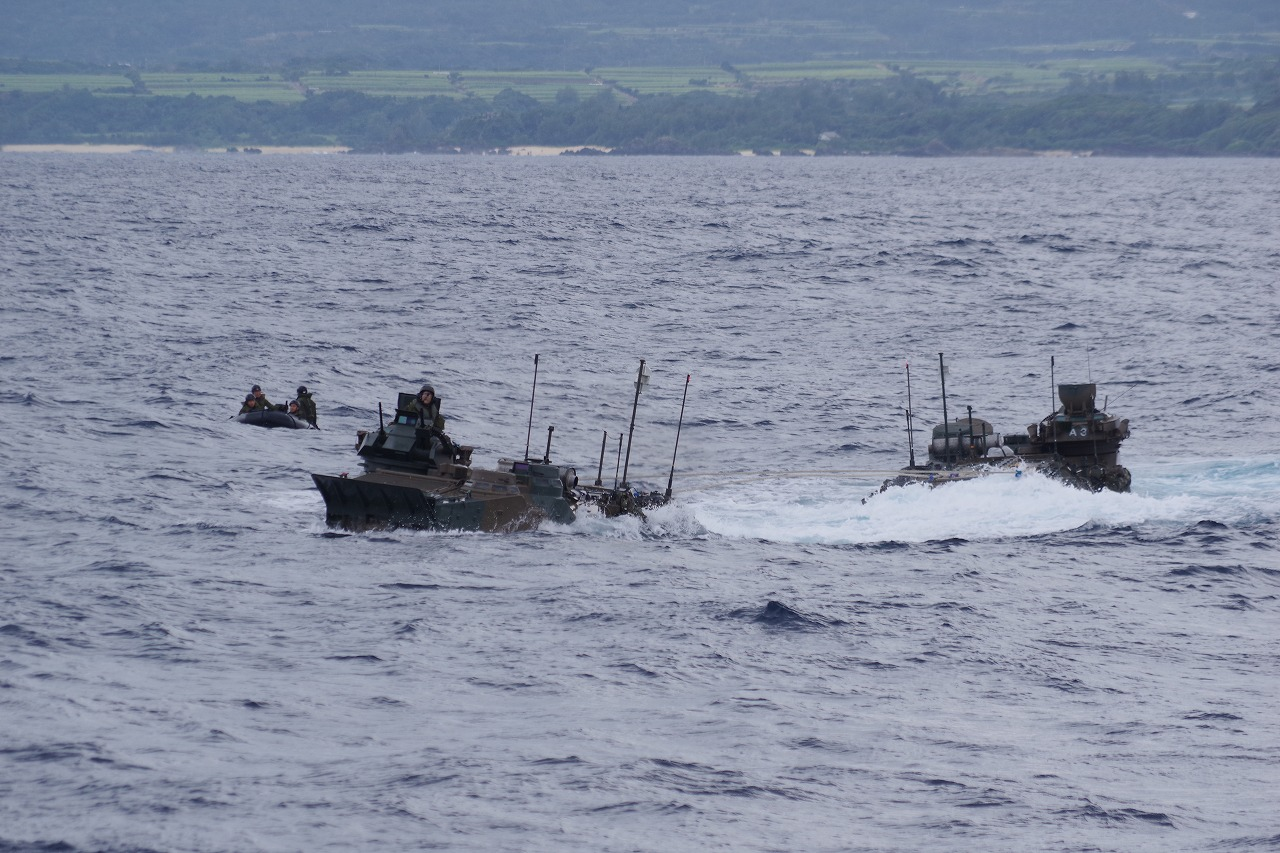
進出中のAAV7（05JX）
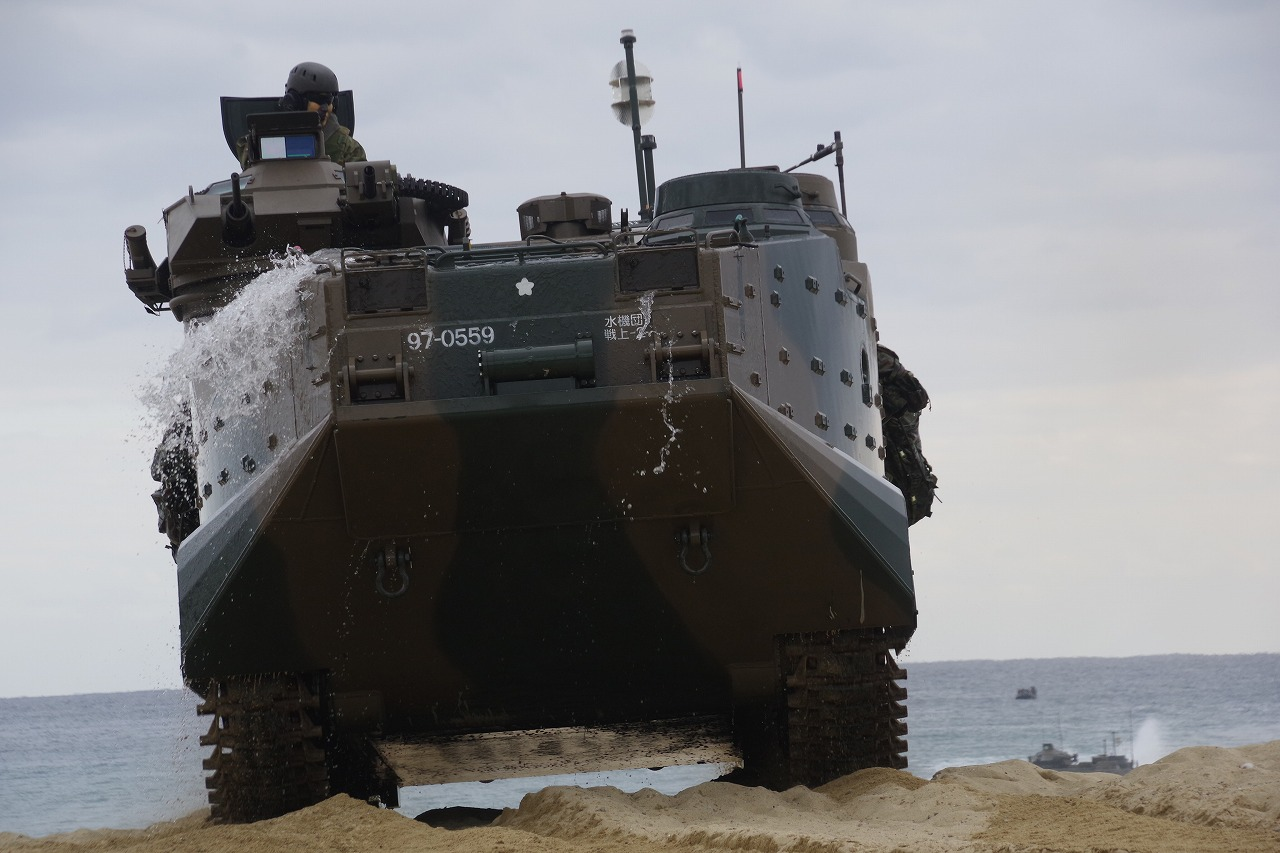
着上陸したAAV7（05JX）
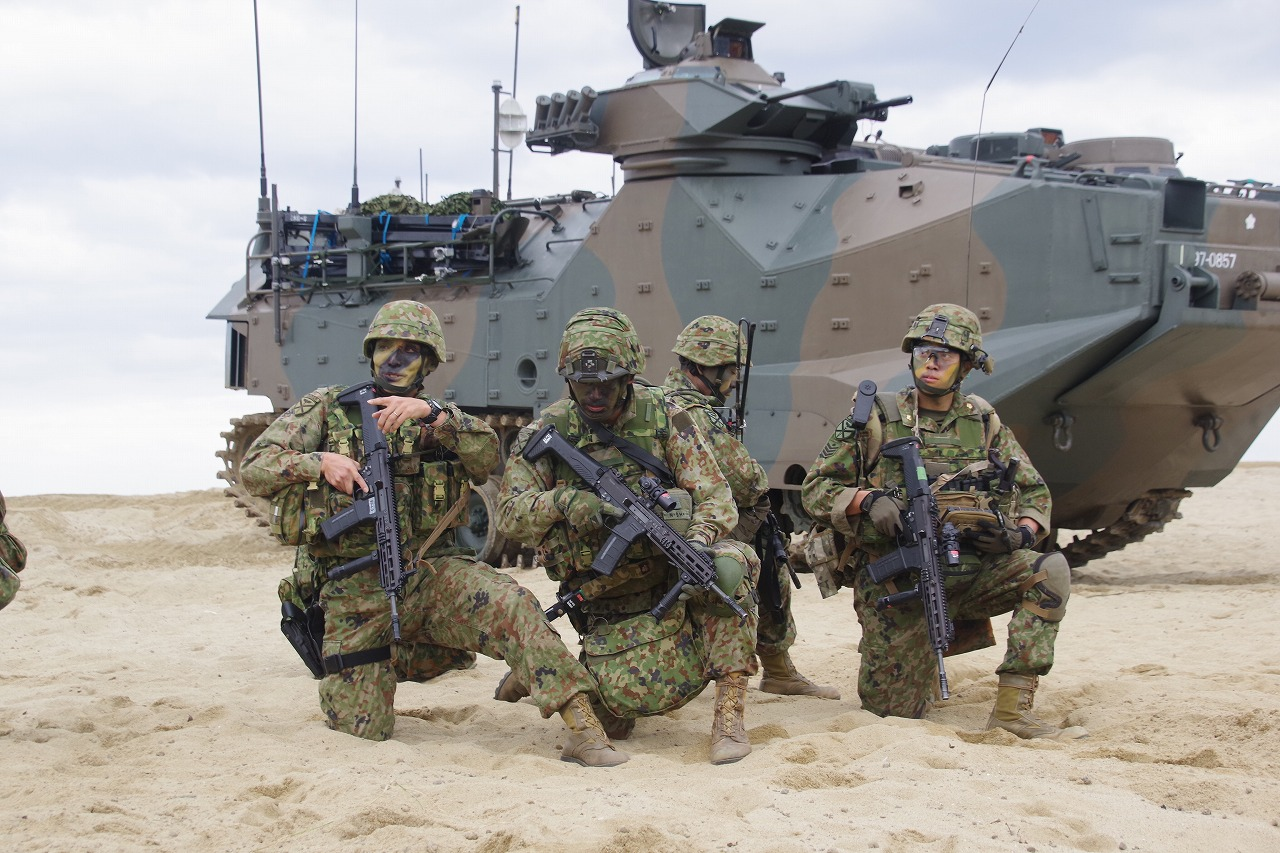
着上陸した水陸機動団の隊員（05JX）
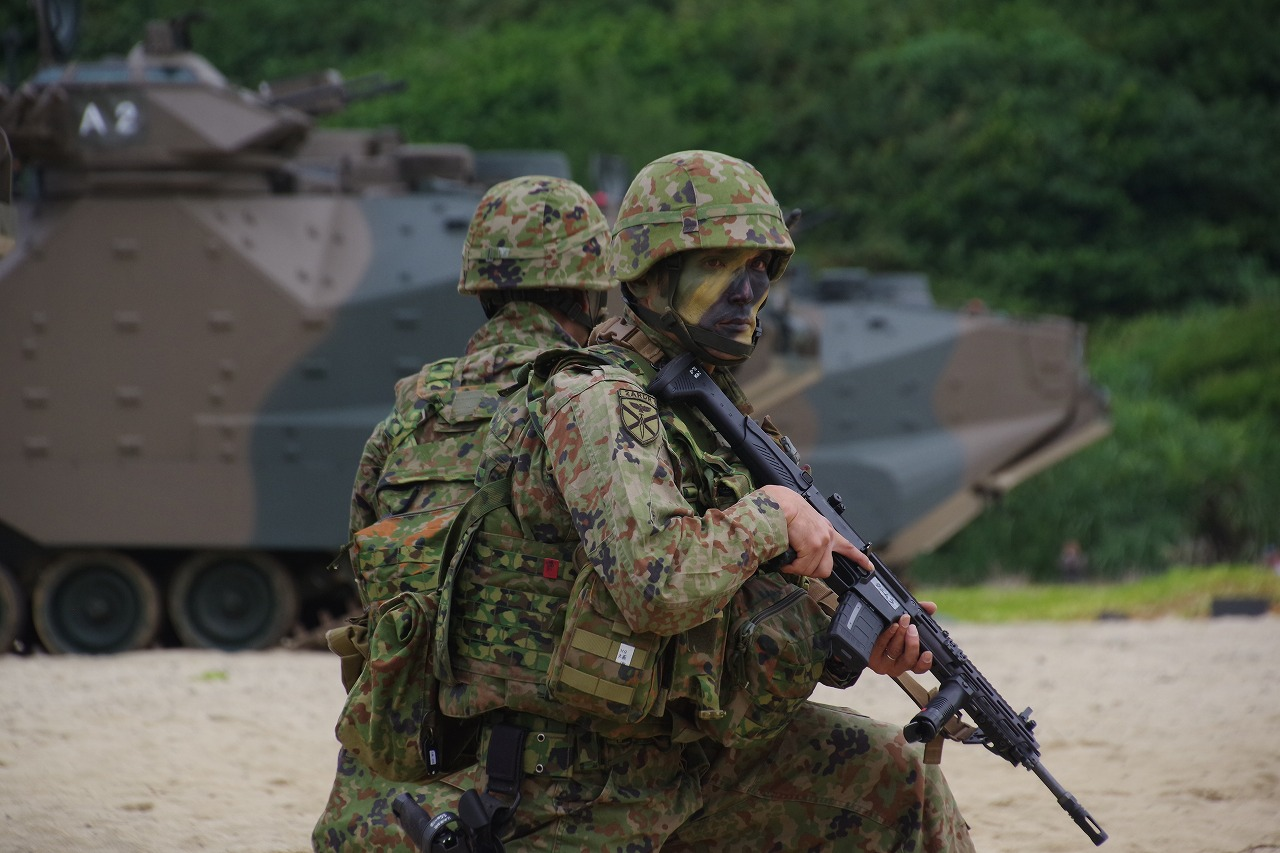
着上陸した水陸機動団の隊員（05JX）